# 日本—菲律賓關係
日本—菲律賓關係（日语：日本とフィリピンの関係、他加禄语：Ugnayang Hapon-Pilipinas、英語：Japan–Philippines relations），又称日菲关系或菲日关系，是指日本国與菲律賓共和国之间的外交关系。目前，两国互设大使馆，日本还在菲律宾第二大城市达沃、第三大城市宿雾拥有总领事馆，而菲律宾也在日本名古屋和大阪设有总领事馆。

## 背景
日本與菲律賓關係主要因為日本海上經濟貿易與交通線會通過南海海域相關，日本為了確保在南海海域的海上航道安全與在南海的自由航行權，加強與南海海域相關國家的交流。南海海域相關東南亞國家因為中國針對南海島礁的軍事化建設引發南海爭議，南海周邊與中國發生島礁領土爭議衝突的菲律賓也期望透過日本的介入，平衡中國在南海的影響力。

## 海上合作
日本首相安倍晉三在第二任期2013年起，開始積極提出與南海海域相關國家的合作政策，其中也包括菲律賓。
2011年9月25-28日，菲律賓總統貝尼格諾·阿基諾三世在訪問中國、美國與日本時，與美國及日本取得安全保證，並表示願意與日本發展戰略夥伴關係，日本與菲律賓雙方發表「日本與菲律賓全面促進鄰國間特別團結友誼之戰略夥伴關係聯合聲明」以強化日本與菲律賓在東亞的共同利益。
2013年1月10日，日本外相岸田文雄與菲律賓外交部長艾伯特·德爾·羅薩里奧，在菲律賓會談時表示，亞洲需要一個更強大的日本以平衡中國影響力。
2013年5月22日，菲律賓外交部長艾伯特·德爾·羅薩里奧訪問日本，與日本首相安倍晉三及外相岸田文雄會談，期間菲律賓駐日本大使館發表聲明表示，日本政府支持菲律賓在2013年1月提出的南海仲裁案，並承諾繼續加強菲律賓海上安全與執法能力。
2013年6月27日，日本防衛大臣小野寺五典與菲律賓國防部長加斯朋會談，並表示兩國會加強在防衛偏遠島嶼、領海與保護海洋權益的合作，以及日本政府支持菲律賓以國際仲裁南海議題。
2013年7月，日本首相安倍晉三答應提供菲律賓10艘巡邏艇。菲律賓支持日本修改新安保法，並允許日本海上自衛隊使用菲律賓港口。
2016年10月27日，菲律賓總統羅德里戈·杜特蒂晉見日本明仁天皇與安倍晉三，日本提供約50億日圓代款給菲律賓，協助杜特蒂的家鄉民答那峨島農業開發，杜特蒂亦出席日本海上自衛隊出租給菲律賓的TC-90教練機簽約儀式，菲律賓使用TC-90教練機巡視南海黃岩島等與中國有領土爭議的相關島嶼。2017年11月東協高峰會議期間，菲律賓國防部長與日本代表達成協議，並於2017年11月13日簽署TC-90教練機改為日本贈與菲律賓。2018年3月26日菲律賓國防部長羅倫沙納與日本防衛大臣政務官福田達夫在馬尼拉海軍基地，進行日本贈送給菲律賓的TC-90海上偵察機儀式，這款偵察機可以巡邏航程達到300公里，是菲律賓現有巡邏機航程的兩倍。菲律賓將使用TC-90偵察機在南海島嶼巡邏、查緝海盜及走私等海上維安事務上。
2017年8月，新加坡聯合早報報導日本準備40,000個UH-1 Iroquois直升機零件給菲律賓，以保持菲律賓軍隊直升機維護效能。

## 軍事合作
2024年7月8日，菲律宾和日本签署了《相互准入协议》(RAA)，該協議允许两国军队进入对方国家进行联合军事训练。

## 基礎建設
2017年10月30日，日本首相安倍晉三與菲律賓總統在東京會談後，日本表示將提供菲律賓馬尼拉首都圈地下鐵建設工程貸款，首期貸款金額為1,139億日圓，年息0.1%分攤40年償還。

## 文化交流
日本動漫創作者松井孝浩，畫家由今野涼，在網路推出Jose Rizal免費動漫，故事主角為菲律賓國父、菲律賓人的民族英雄黎剎，動漫語言有日文及英文兩種版本，出版商為TORICO株式會社。

## 民眾互信
2017年12月8日到16日，菲律賓民眾對於日本國的淨信任評分互信民調顯示，日本在菲律賓民眾心目中是第三信任的國家（+54分），排名第一名的最信任國家是美国（+68分），以及第二名加拿大（+55分）。